# قائمة إصدارات الطوابع في المغرب (1940-1949)
هذه قائمة بإصدارات الطوابع في المغرب للفترة 1940-1949:

## الحماية الفرنسية

### سلسلة صومعة حسان
أصدرت تسعة عشر طابعا ضمن سلسلة صومعة حسان: 

| #    | الوصف                                                            | الصورة | القيمة    |
| 1943 | 1943                                                             | 1943   | 1943      |
| ---- | ---------------------------------------------------------------- | ------ | --------- |
| 1    | صومعة حسان، الرباط، بلون وردي أرجواني المصمم: النقاش: شارل هيرفي |        | 10 سنتيم  |
| 2    | صومعة حسان، الرباط، بلون أزرق المصمم: النقاش: شارل هيرفي         |        | 30 سنتيم  |
| 3    | صومعة حسان، الرباط، بلون أحمر بني المصمم: النقاش: شارل هيرفي     |        | 40 سنتيم  |
| 4    | صومعة حسان، الرباط، بلون أخضر مزرق المصمم: النقاش: شارل هيرفي    |        | 50 سنتيم  |
| 5    | صومعة حسان، الرباط، بلون بني أرجواني المصمم: النقاش: شارل هيرفي  |        | 60 سنتيم  |
| 6    | صومعة حسان، الرباط، بلون أرجواني المصمم: النقاش: شارل هيرفي      |        | 70 سنتيم  |
| 7    | صومعة حسان، الرباط، بلون أخضر رمادي المصمم: النقاش: شارل هيرفي   |        | 80 سنتيم  |
| 8    | صومعة حسان، الرباط، بلون أحمر المصمم: النقاش: شارل هيرفي         |        | 1 فرنك    |
| 9    | صومعة حسان، الرباط، بلون بنفسجي المصمم: النقاش: شارل هيرفي       |        | 1.20 فرنك |
| 10   | صومعة حسان، الرباط، بلون أحمر المصمم: النقاش: شارل هيرفي         |        | 1.50 فرنك |
| 11   | صومعة حسان، الرباط، بلون أخضر المصمم: النقاش: شارل هيرفي         |        | 2 فرنك    |
| 12   | صومعة حسان، الرباط، بلون وردي المصمم: النقاش: شارل هيرفي         |        | 2.40 فرنك |
| 13   | صومعة حسان، الرباط، بلون بني داكن المصمم: النقاش: شارل هيرفي     |        | 3 فرنك    |
| 14   | صومعة حسان، الرباط، بلون أزرق بحري المصمم: النقاش: شارل هيرفي    |        | 4 فرنك    |
| 15   | صومعة حسان، الرباط، بلون رمادي مزرق المصمم: النقاش: شارل هيرفي   |        | 4.50 فرنك |
| 16   | صومعة حسان، الرباط، بلون أزرق المصمم: النقاش: شارل هيرفي         |        | 5 فرنك    |
| 17   | صومعة حسان، الرباط، بلون برتقالي محمر المصمم: النقاش: شارل هيرفي |        | 10 فرنك   |
| 18   | صومعة حسان، الرباط، بلون أخضر رمادي المصمم: النقاش: شارل هيرفي   |        | 15 فرنك   |
| 19   | صومعة حسان، الرباط، بلون بني أرجواني المصمم: النقاش: شارل هيرفي  |        | 20 فرنك   |

### إصدار خاص خلال الحرب العالمية الثانية
| #    | الوصف | الصورة | القيمة    |
| 1943 | 1943 | 1943   | 1943      |
| ---- | --- | ------ | --------- |
| 1    | طابع بريدي فرنسي مستوحى من نحت لا مارسييز للفنان فرانسوا رود ومكتوب عليه أعلاه عبارة «Un seul but, la Victoire» والتي تعني «هدف واحد، النصر»، بلون أزرق. المصمم: لويس فرنيز النقاش: شارل هيرفي |        | 1.50 فرنك |

### سلسلة البريد الجوي
| #    | الوصف | الصورة | القيمة          |
| 1944 | 1944 | 1944   | 1944            |
| ---- | --- | ------ | --------------- |
| 1    | البريد الجوي، طائرة فوق بستان النخيل، بلون أخضر المصمم: ر. إمبرت النقاش: ل. شولتز                              |        | 50 سنتيم        |
| 2    | البريد الجوي، طائرة فوق بستان النخيل، بلون أزرق بحري المصمم: ر. إمبرت النقاش: ل. شولتز                         |        | 2 فرنك          |
| 3    | البريد الجوي، طائرة فوق بستان النخيل، بلون أحمر المصمم: ر. إمبرت النقاش: ل. شولتز                              |        | 5 فرنك          |
| 4    | البريد الجوي، طائرة فوق بستان النخيل، بلون بنفسجي المصمم: ر. إمبرت النقاش: ل. شولتز                            |        | 10 فرنك         |
| 5    | البريد الجوي، طائرة فوق بستان النخيل، بلون أسود المصمم: ر. إمبرت النقاش: ل. شولتز                              |        | 50 فرنك         |
| 6    | البريد الجوي، طائرة فوق بستان النخيل، بلون أزرق/وردي المصمم: ر. إمبرت النقاش: ل. شولتز                         |        | 100 فرنك        |
| 7    | البريد الجوي، طائرة فوق بستان النخيل، وكالة المعونة الفرنسية، بلون أحمر/أزرق المصمم: ر. إمبرت النقاش: ل. شولتز |        | 1.50+98.50 فرنك |
| 1945 | |        |                 |
| 1    | البريد الجوي، طائرة فوق مدينة، بلون بني مسود المصمم: كاميل بول جوسو النقاش: بيير غاندون                        |        | 50 فرنك         |
| 1947 | |        |                 |
| 1    | البريد الجوي، طائرة فوق مدينة، بلون قرمزي المصمم: كاميل بول جوسو النقاش: بيير غاندون                           |        | 9 فرنك          |
| 2    | البريد الجوي، طائرة فوق مدينة، بلون أزرق غامق المصمم: كاميل بول جوسو النقاش: بيير غاندون                       |        | 40 فرنك         |
| 3    | البريد الجوي، طائرة فوق مدينة، بلون بني بنفسجي المصمم: كاميل بول جوسو النقاش: بيير غاندون                      |        | 50 فرنك         |
| 4    | البريد الجوي، طائرة فوق سلا، بلون أخضر مزرق المصمم: كاميل بول جوسو النقاش: بيير غاندون                         |        | 100 فرنك        |
| 5    | البريد الجوي، طائرة فوق سلا، بلون بني محمر المصمم: كاميل بول جوسو النقاش: بيير غاندون                          |        | 200 فرنك        |

### سلسلة محاربة داء السل
| #    | الوصف                                                    | الصورة | القيمة   |
| 1945 | 1945                                                     | 1945   | 1945     |
| ---- | -------------------------------------------------------- | ------ | -------- |
| 1    | فاس، بلون أخضر المصمم: جان إميل لوران النقاش: هنري كورتو |        | 2+1 فرنك |
| 1946 |                                                          |        |          |
| 1    | فاس، بلون أخضر المصمم: جان إميل لوران النقاش: هنري كورتو |        | 3+1 فرنك |

### سلسلة المارشال ليوتي
| #    | الوصف | الصورة | القيمة     |
| 1945 | 1945 | 1945   | 1945       |
| ---- | --- | ------ | ---------- |
| 1    | ضريح المارشال هوبير ليوتي، بلون أزرق المصمم: مارسلان فلاندرين النقاش:                                                 |        | 2+3 فرنك   |
| 1946 | |        |            |
| 1    | تمثال فروسية للمارشال ليوتي في الدار البيضاء، بلون أسود المصمم: مارسلان فلاندرين النقاش:                              |        | 2+10 فرنك  |
| 2    | تمثال فروسية للمارشال ليوتي في الدار البيضاء، بلون بني محمر المصمم: مارسلان فلاندرين النقاش:                          |        | 3+15 فرنك  |
| 3    | تمثال فروسية للمارشال ليوتي في الدار البيضاء، بلون أزرق المصمم: مارسلان فلاندرين النقاش:                              |        | 10+20 فرنك |
| 4    | البريد الجوي، تمثال فروسية للمارشال ليوتي بالدار البيضاء، بلون أخضر المصمم: مارسلان فلاندرين النقاش:                  |        | 10+30 فرنك |
| 1948 | |        |            |
| 1    | البريد الجوي، ضريح المارشال هوبير ليوتي، معرض باريس بفرنسا، بلون أخضر داكن المصمم: كاميل بول جوسو النقاش: بيير غاندون |        | 10+25 فرنك |

### بمناسبة الذكرى السادسة لنداء الجنرال ديغول
| #    | الوصف                                                                             | الصورة | القيمة   |
| 1946 | 1946                                                                              | 1946   | 1946     |
| ---- | --------------------------------------------------------------------------------- | ------ | -------- |
| 1    | البريد الجوي، طائرة فوق بستان النخيل، بلون أحمر المصمم: ر. إمبرت النقاش: ل. شولتز |        | 5+5 فرنك |

### بمناسبة الذكرى 25 لعمليات المكتب الشريف للفوسفاط
| #    | الوصف                                                                          | الصورة | القيمة         |
| 1947 | 1947                                                                           | 1947   | 1947           |
| ---- | ------------------------------------------------------------------------------ | ------ | -------------- |
| 1    | إنتاج الفوسفاط في المغرب، بلون أخضر المصمم: كاميل بول جوسو النقاش: بيير غاندون |        | 4.50+5.50 فرنك |

### سلسلة المناظر الطبيعية والمعالم
| #    | الوصف                                                                         | الصورة | القيمة    |
| 1947 | 1947                                                                          | 1947   | 1947      |
| ---- | ----------------------------------------------------------------------------- | ------ | --------- |
| 1    | قنطرة بين المدن، بلون بني داكن المصمم: كاميل بول جوسو النقاش: بيير غاندون     |        | 10 سنتيم  |
| 2    | قنطرة بين المدن، بلون برتقالي محمر المصمم: كاميل بول جوسو النقاش: بيير غاندون |        | 30 سنتيم  |
| 3    | قنطرة بين المدن، بلون أخضر مزرق المصمم: كاميل بول جوسو النقاش: بيير غاندون    |        | 50 سنتيم  |
| 4    | قنطرة بين المدن، بلون وردي أرجواني المصمم: كاميل بول جوسو النقاش: بيير غاندون |        | 60 سنتيم  |
| 5    | قلعة، بلون بني مسود المصمم: كاميل بول جوسو النقاش: بيير غاندون                |        | 1 فرنك    |
| 6    | قلعة، بلون أزرق المصمم: كاميل بول جوسو النقاش: بيير غاندون                    |        | 1.50 فرنك |
| 7    | قصبة في الأطلس، بلون أخضر المصمم: كاميل بول جوسو النقاش: بيير غاندون          |        | 2 فرنك    |
| 8    | قصبة في الأطلس، بلون أحمر بني المصمم: كاميل بول جوسو النقاش: بيير غاندون      |        | 3 فرنك    |
| 9    | واحة، بلون بنفسجي المصمم: كاميل بول جوسو النقاش: بيير غاندون                  |        | 4 فرنك    |
| 10   | حدائق بفاس، بلون أخضر داكن المصمم: كاميل بول جوسو النقاش: بيير غاندون         |        | 5 فرنك    |
| 11   | واحة، بلون أحمر المصمم: كاميل بول جوسو النقاش: بيير غاندون                    |        | 6 فرنك    |
| 12   | حدائق بفاس، بلون أزرق بحري المصمم: كاميل بول جوسو النقاش: بيير غاندون         |        | 10 فرنك   |
| 13   | قصبة ورزازات، بلون أخضر داكن المصمم: كاميل بول جوسو النقاش: بيير غاندون       |        | 15 فرنك   |
| 14   | قصبة ورزازات، بلون أحمر بني المصمم: كاميل بول جوسو النقاش: بيير غاندون        |        | 20 فرنك   |
| 15   | قصبة ورزازات، بلون أرجواني المصمم: كاميل بول جوسو النقاش: بيير غاندون         |        | 25 فرنك   |

### سلسلة التضامن
| #    | الوصف | الصورة | القيمة     |
| 1947 | 1947 | 1947   | 1947       |
| ---- | --- | ------ | ---------- |
| 1    | الطاقة، مطبوع فوقه عبارة SOLIDARITE 1947، بلون بني محمر المصمم: كاميل بول جوسو النقاش: بيير غاندون                             |        | 6+9 فرنك   |
| 2    | الصحة، مطبوع فوقه عبارة SOLIDARITE 1947، بلون أزرق المصمم: كاميل بول جوسو النقاش: بيير غاندون                                  |        | 10+20 فرنك |
| 3    | البريد الجوي، إدارة سلسلة التوريد، مطبوع فوقه عبارة SOLIDARITE 1947، بلون أخضر المصمم: كاميل بول جوسو النقاش: بيير غاندون      |        | 9+16 فرنك  |
| 4    | البريد الجوي، الزراعة - مطبوع فوقه عبارة SOLIDARITE 1947، بلون بني المصمم: كاميل بول جوسو النقاش: بيير غاندون                  |        | 20+35 فرنك |
| 1948 | |        |            |
| 1    | البريد الجوي، مخيمات قطاع البريد والبرق والهاتف بإفران، بلون أخضر داكن المصمم: النقاش: غابرييل أنطوان بارلانجو                 |        | 6+34 فرنك  |
| 2    | البريد الجوي، مخيمات قطاع البريد والبرق والهاتف بإفران، بلون بني محمر المصمم: النقاش: غابرييل أنطوان بارلانجو                  |        | 9+51 فرنك  |
| 1949 | |        |            |
| 1    | الحبوب، مطبوع فوقه عبارة SOLIDARITE 1948، بلون برتقالي مصفر المصمم: كاميل بول جوسو النقاش: بيير غاندون                         |        | 1+2 فرنك   |
| 2    | زيت الزيتون، مطبوع فوقه عبارة SOLIDARITE 1948، بلون أحمر المصمم: كاميل بول جوسو النقاش: بيير غاندون                            |        | 2+5 فرنك   |
| 3    | صيد السمك، مطبوع فوقه عبارة SOLIDARITE 1948، بلون أخضر مزرق المصمم: كاميل بول جوسو النقاش: بيير غاندون                         |        | 3+7 فرنك   |
| 4    | الحمضيات، مطبوع فوقه عبارة SOLIDARITE 1948، بلون بنفسجي مسود المصمم: كاميل بول جوسو النقاش: بيير غاندون                        |        | 5+10 فرنك  |
| 5    | البريد الجوي، طائرة فوق أكادير، مطبوع فوقه عبارة SOLIDARITE 1948، بلون أخضر المصمم: كاميل بول جوسو النقاش: بيير غاندون         |        | 5+5 فرنك   |
| 6    | البريد الجوي، طائرة فوق فاس، مطبوع فوقه عبارة SOLIDARITE 1948، بلون أحمر المصمم: كاميل بول جوسو النقاش: بيير غاندون            |        | 6+9 فرنك   |
| 7    | البريد الجوي، طائرة فوق الأطلس، مطبوع فوقه عبارة SOLIDARITE 1948، بلون بني المصمم: كاميل بول جوسو النقاش: بيير غاندون          |        | 9+16 فرنك  |
| 8    | البريد الجوي، طائرة فوق وادي درعة، مطبوع فوقه عبارة SOLIDARITE 1948، بلون أزرق مسود المصمم: كاميل بول جوسو النقاش: بيير غاندون |        | 15+25 فرنك |

### سلسلة يوم الطابع
| #    | الوصف | الصورة | القيمة         |
| 1947 | 1947 | 1947   | 1947           |
| ---- | --- | ------ | -------------- |
| 1    | يوم الطابع البريدي، بلون وردي أرجواني المصمم: أ. فور النقاش: هنري لوسيان شيفر                               |        | 4.50+5.50 فرنك |
| 1948 | |        |                |
| 1    | باب المنصور لعلج، مكناس، يوم الطابع البريدي، بلون بني محمر المصمم: جوزيف دي لا نيزيير النقاش: تشارلز مازلين |        | 6+4 فرنك       |
| 1949 | |        |                |
| 1    | تبوريدة، يوم الطابع البريدي، بلون بني بنفسجي/وردي المصمم: هنري كورتو النقاش:                                |        | 10+5 فرنك      |

### سلسلة الأعمال الإجتماعية
| #    | الوصف                                                                        | الصورة | القيمة     |
| 1948 | 1948                                                                         | 1948   | 1948       |
| ---- | ---------------------------------------------------------------------------- | ------ | ---------- |
| 1    | صندوق البحرية، بلون بنفسجي المصمم: كاميل بول جوسو النقاش: بيير غاندون        |        | 6+9 فرنك   |
| 1949 |                                                                              |        |            |
| 1    | منظمات الرعاية في الجيش، بلون أحمر المصمم: الكسندر ديلبي النقاش: راؤول سيريس |        | 10+10 فرنك |

### سلسلة المعالم
| #    | الوصف                                                                              | الصورة | القيمة   |
| 1949 | 1949                                                                               | 1949   | 1949     |
| ---- | ---------------------------------------------------------------------------------- | ------ | -------- |
| 1    | باب الوداية بالرباط، بلون أسود المصمم: الكسندر ديلبي النقاش: إميل هنري فيلتيسي     |        | 10 سنتيم |
| 2    | باب الوداية بالرباط، بلون بني محمر المصمم: الكسندر ديلبي النقاش: إميل هنري فيلتيسي |        | 50 سنتيم |
| 3    | باب الوداية بالرباط، بلون بنفسجي المصمم: الكسندر ديلبي النقاش: إميل هنري فيلتيسي   |        | 1 فرنك   |
| 4    | نافورة النجارين بفاس، بلون قرمزي المصمم: الكسندر ديلبي النقاش: راؤول سيريس         |        | 2 فرنك   |
| 5    | نافورة النجارين بفاس، بلون أسود مزرق المصمم: الكسندر ديلبي النقاش: راؤول سيريس     |        | 3 فرنك   |
| 6    | نافورة النجارين بفاس، بلون أخضر مصفر المصمم: الكسندر ديلبي النقاش: راؤول سيريس     |        | 5 فرنك   |
| 7    | حدائق مكناس، بلون أخضر مزرق المصمم: الكسندر ديلبي النقاش: تشارلز بول دوفريسن       |        | 8 فرنك   |
| 8    | حدائق مكناس، بلون برتقالي محمر المصمم: الكسندر ديلبي النقاش: تشارلز بول دوفريسن    |        | 10 فرنك  |

### بمناسبة الذكرى 75 للاتحاد البريدي العالمي
| #    | الوصف                                                                   | الصورة | القيمة  |
| 1949 | 1949                                                                    | 1949   | 1949    |
| ---- | ----------------------------------------------------------------------- | ------ | ------- |
| 1    | مكتب البريد الجديد بمكناس، بلون أخضر داكن المصمم: جوبيل النقاش: جول بيل |        | 5 فرنك  |
| 2    | مكتب البريد الجديد بمكناس، بلون قرمزي المصمم: جوبيل النقاش: جول بيل     |        | 15 فرنك |
| 3    | مكتب البريد الجديد بمكناس، بلون أزرق المصمم: جوبيل النقاش: جول بيل      |        | 25 فرنك |